# Qbik
Qbik, właśc. Bartosz Kubik (ur. 18 grudnia 1995 w Grodzisku Wielkopolskim) – polski raper i autor tekstów. Jego kanał na serwisie społecznościowym YouTube przez siedem lat zebrał ponad milion subskrypcji, a łączna liczba wyświetleń materiałów to ponad 500 milionów wyświetleń. . Współpracował z takimi artystami jak: Beka KSH, Ronnie Ferrari czy Filipkiem.

## Życiorys
Pierwsze utwory w serwisie youtube publikował na swoim kanale ,,QBIK" od 2013r.
Jego pierwszym wydawnictwem w 2016 roku był mixtape „Trapsolwent”. Utwór „Fejm” promujący mixtape został opublikowany na kanale wytwórni QueQuality.
Przełomowym momentem w karierze artysty było wydanie 16 grudnia 2016 utworu „4 Pory Roku”. Utwór szybko stał się ogólnopolskim imprezowym hitem i w 4 lata od premiery zgromadził na YouTube ponad 70 milionów wyświetleń. 2 lipca 2018 wydał pierwszy pełnogrający album „Alkobus”, który w notowaniu OLiS 13 lipca – 19 lipca 2018 zadebiutował na wysokiej 4 pozycji pod względem sprzedaży albumów w Polsce. W 2022r. album otrzymał platynowe wyróżnienie ZPAV, sprzedając się w ilości 30,000 sztuk.
W 2021r. wydał drugi legalny album ,,Dorosłe Dzieci" który w 2023r. otrzymał złote wyróżnienie ZPAV sprzedając się w ilości 15,000 sztuk. 
W marcu 2020 roku zawalczył na gali Fame 6 z innym raperem Cyprianem „Cypisem” Racickim. Pomimo sporej dominacji w stójce, pojedynek przegrał w pierwszej rundzie przez poddanie (duszenie zza pleców).

## Dyskografia

### Albumy
| Rok                                                     | Album                                              | Pozycja na liście | Sprzedaż       | Certyfikat         |
| Rok                                                     | Album                                              | POL               | Sprzedaż       | Certyfikat         |
| ------------------------------------------------------- | -------------------------------------------------- | ----------------- | -------------- | ------------------ |
| 2016                                                    | Trapsolwent (mixtape) - Wydany: 11 listopada 2016  | –                 |                |                    |
| 2018                                                    | Alkobus - Wydany: 2 lipca 2018 roku                | 4                 | - POL: 15 000+ | - POL: złota płyta |
| 2021                                                    | Dorosłe dzieci - Wydany: 15 października 2021 roku |                   | - POL: 15 000+ | - POL: złota płyta |
| „–” oznacza, że album nie był notowany na danej liście. |                                                    |                   |                |                    |

### Single i certyfikowane utwory
| Rok  | Tytuł          | Certyfikat                | Album          |
| ---- | -------------- | ------------------------- | -------------- |
| 2015 | „Ziomki”       | - POL: złota płyta        |                |
| 2016 | „Mam wyjebane” | - POL: 2x platynowa płyta | Trapsolwent    |
| 2016 | „Lambo”        | - POL: platynowa płyta    | Trapsolwent    |
| 2016 | „4 pory roku”  | - POL: diamentowa płyta   | Alkobus        |
| 2017 | „Hajs”         | - POL: platynowa płyta    | Alkobus        |
| 2017 | „Chwilo trwaj” | - POL: złota płyta        | Trapsolwent    |
| 2019 | „Taka dama”    | - POL: 4x platynowa płyta | Dorosłe dzieci |